# Do The Complete
『Do The Complete』（ドゥ・ザ・コンプリート）は、日本のロックバンド・Do As Infinityが2021年3月24日にavex traxから発売した4枚目のベストアルバムである。

## 内容
前作『Powers Selection』から9ヶ月ぶり、フィジカルとしては前作『Do As Infinity』から1年6ヶ月ぶり、ベストアルバムとしては前作『The Best of Do As Infinity』から約7年2ヶ月ぶりの作品。また、『Do As Infinity 16th Anniversary 〜October's Garden〜』以来の2枚組以上の作品でもある。
ジャケットが異なるCD+Blu-ray規格とCD規格の通常盤、ファンクラブ及びmu-moショップ限定流通のUHQCD+Blu-ray規格の完全限定生産盤の3形態で発売されたオールタイム・ベスト。
メジャーデビューから今作発売までに発表された既発シングルの表題曲と新録曲を収録した3枚組CDと、既発シングルのミュージック・ビデオを収録したBlu-rayで構成されている。完全限定生産盤は上述に加え、『Do The B-side』と『Do The B-side 2』、メンバー選曲によるアルバム収録曲で構成された3枚組CDを追加した6枚組CDと、アルバム収録曲のミュージック・ビデオと『Do As Infinity Special Movie』と題された制作秘話で構成されたBlu-rayを追加した2枚組Blu-ray規格となっている。
当初は3月10日に発売の予定だったが、制作上の都合により3月24日に延期された。
2023年6月22日の「ラヴィット！」出演をきっかけに、iTunesアルバムチャートで首位、そして、28日公開のbillboard JAPAN DOWNLOAD ALBUMSで2位を獲得するなど、再度注目される作品となった。

## 収録曲

### Disc 1
1. Tangerine Dream [4:17]
1stシングルの表題曲。
2. Heart [4:06]
2ndシングルの表題曲。
3. Oasis [4:42]
3rdシングルの表題曲。
4. Yesterday & Today [4:59]
4thシングルの表題曲。
5. rumble fish [4:05]
5thシングルの表題曲。
6. We are. [4:24]
6thシングルの表題曲。
7. Desire [4:28]
7thシングルの表題曲。
8. 遠くまで [4:27]
8thシングルの表題曲。
9. Week! [4:15]
9thシングルの表題曲。
10. 深い森 [4:03]
10thシングルの表題曲。
11. 冒険者たち [4:11]
11thシングルの表題曲。

### Disc 2
1. 陽のあたる坂道 [4:25]
12thシングルの表題曲。
2. under the sun [4:04]
両A面からなる13thシングルの表題1曲目。
3. under the moon [4:25]
両A面からなる13thシングルの表題2曲目。
4. 真実の詩 [4:13]
14thシングルの表題曲。
5. 魔法の言葉〜Would you marry me?〜 [4:21]
15thシングルの表題曲。
6. 本日ハ晴天ナリ [3:14]
16thシングルの表題曲。
7. 柊 [4:31]
17thシングルの表題曲。
8. 楽園 [4:54]
18thシングルの表題曲。
9. For the future [4:18]
19thシングルの表題曲。
10. TAO [4:36]
20thシングルの表題曲。

### Disc 3
1. 生まれゆくものたちへ [4:36]
21stシングルの収録曲。
2. 君がいない未来 [4:18]
22ndシングルの表題曲。
3. 1/100 [3:42]
23rdシングルの収録曲。
4. JIDAISHIN [3:52]
1st限定販売シングルの表題曲。
5. 誓い [4:23]
24thシングルの表題曲。
6. アリアドネの糸 [3:57]
25thシングルの表題曲。
7. 黄昏 [4:58]
26thシングルの表題曲。
8. Mysterious Magic [2:43]
27thシングルの表題曲。
9. ハレルヤ [3:47]
両A面からなる2nd限定販売シングルの表題1曲目。シングルバージョンとしてはアルバム初収録。
10. Alive [4:20]
両A面からなる28thシングルの表題1曲目。
11. Iron Hornet [3:57]
両A面からなる28thシングルの表題2曲目。
12. To Know You [3:50]
29thシングルの表題曲。
13. 化身の獣 [3:23]
30thシングルの表題曲。
14. あなたをただ愛している [4:47]
17th配信限定シングルの表題曲。アルバム初収録。
15. Like A Rose [4:10]
作詞：Rena Komatsu
作曲：ats-
編曲：ats-、Tekehito Shimizu、Tohru Watanebe
新録曲。サウンドプロデュースは『2 of Us』プロジェクト関連作品以来に大渡亮が務めた[4][5]。

### Disc 6
1. Raven
4thシングルのカップリング1曲目。
2. 永遠
6thシングルのカップリング1曲目。
3. 翼の計画
10thシングルのカップリング曲。
4. nice & easy
1stベストアルバムの収録曲。
5. One or Eight
14thシングルのカップリング曲。
6. 空想旅団
4thアルバムの収録曲。
7. Gates of heaven
5thアルバムの収録曲。
8. BE FREE
1stコンピレーションアルバムの収録曲。
9. Need your love
6thアルバムの収録曲。
10. Perfect World
7thアルバムの収録曲。
11. Special
8thアルバムの収録曲。
12. ワンダフルライフ
8thアルバムの収録曲。
13. 火の鳥
12thアルバムの収録曲。
14. Let Me Be With You
13thアルバムの収録曲。

## 参加ミュージシャン
Do As Infinity
- 伴都美子：Vocal & Chorus
- 大渡亮：Acoustic Guitar & Electoric Guitar

Support Musician
- ats-：Other Instruments
- 清水武仁：Other Instruments
- 渡辺徹：Other Instruments

## タイアップ
- サイバード社製iOS/Android専用携帯電話ゲーム『イケメン王子 美女と野獣の最後の恋』主題歌 (Disc 3#14)
- スーパー・エキセントリック・シアター制作舞台『イケメン王子 美女と野獣の最後の恋 THE STAGE 〜Beast Leon〜』主題歌 (Disc 3#15)[4]